# إليزابيث ليتس
إليزابيث ليتس (بالإنجليزية: Elizabeth Letts)‏ (23 يونيو 1961، هيوستن في الولايات المتحدة)؛ كاتِبة وروائية أمريكية.